# Leah Boustan
Leah Platt Boustan est économiste et actuellement professeure d’économie à l’Université de Princeton. Ses recherches portent sur l'histoire économique, l'économie du travail et l'économie urbaine. En mai 2019, Leah Boustan partage avec Philipp Kircher le Prix IZA du jeune économiste du travail. Elle a été bénéficiaire de Bourse Sloan.

## Biographie
Leah Platt Boustan a obtenu un baccalauréat en économie de l'Université de Princeton en 2000 et un doctorat en 2006 de l'Université Harvard. Sa thèse, L’effet de la migration noire sur les villes du Nord et les marchés du travail, 1940-1970, a remporté le prix Alan Nevins de la Economic History Association pour la meilleure thèse d'histoire de l’économie américaine cette année-là. La même association lui attribue en 2018 le prix Alice Hansen Jones pour son livre Competition in the Promised Land: Black Migrants in Northern Cities and Labor Markets publié par Princeton University Press en 2016.
Elle a été professeure à l'Université de Californie à Los Angeles de 2006 à 2016, date à laquelle elle retourne à Princeton en tant que professeur titulaire en économie. Elle est également associée de recherche au Bureau national de la recherche économique où elle co-dirige le programme Développement de l'économie américaine. Elle est également coéditrice du Journal of Urban Economics et du comité de rédaction de l'American Economic Review et du Journal of Economic Perspectives.
Elle a été nommée chercheur Alfred P. Sloan en 2012 et était chercheur à l'Institut Straus de la NYU School of Law en 2013.

## Publications
- (en) Leah Platt Boustan, Carola Frydman et Robert A. Margo, Human Capital in History: The American Record, University of Chicago Press, octobre 2014 (ISBN 978-0-226-16389-5, lire en ligne)
- (en) Leah Platt Boustan, Competition in the Promised Land: Black Migrants in Northern Cities and Labor Markets, Princeton University Press, octobre 2016 (ISBN 978-0-691-15087-1, lire en ligne)